# الحصن الأعلى (حرض)

تعديل مصدري - تعديل

الحصن الأعلى هي إحدى قرى عزلة الشعاب بمديرية حرض التابعة لمحافظة حجة، بلغ تعداد سكانها 994 نسمة حسب تعداد اليمن لعام 2004.